# Starrbacka
Starrbacka (finska: Saramäki) är en stadsdel i storområdet S:t Marie-Patis i Åbo. Området är beläget norr om Åbo centrum. Åbo fängelse är beläget i Starrbacka. År 2016 var Starrbackas folkmängd 511, varav 440 var finskspråkiga, 8 svenskspråkiga och 63 övriga.